# Seznam kulturních památek v Rudě nad Moravou
Tento seznam nemovitých kulturních památek v obci Ruda nad Moravou v okrese Šumperk vychází z  Ústředního seznamu kulturních památek ČR, který na základě zákona č. 20/1987 Sb., o státní památkové péči, vede Národní památkový ústav jako ústřední organizace státní památkové péče. Údaje jsou průběžně upřesňovány, přesto mohou obsahovat i řadu věcných a formálních chyb a nepřesností či být neaktuální. 
Pokud byly některé části dotčeného území vyčleněny do samostatných seznamů, měly by být odkazy na tyto dílčí seznamy uvedeny v úvodu tohoto seznamu nebo v úvodu příslušné sekce seznamu.

## Ruda nad Moravou
|  |  | Hledat fotografie a kategorie ve Wikimedia Commons podle rejstříkového čísla památky | Nahrát snímek k tomuto tématu do úložiště Wikimedia Commons |  |

|  | Kategorie „Krátká 72 (Ruda nad Moravou) “ na Wikimedia Commons | Hledat fotografie a kategorie ve Wikimedia Commons podle rejstříkového čísla památky | Nahrát snímek k tomuto tématu do úložiště Wikimedia Commons |  |

|  | Kategorie „Statue of Saint Joseph and Jesus Christ as a baby (Ruda nad Moravou) “ na Wikimedia Commons | Hledat fotografie a kategorie ve Wikimedia Commons podle rejstříkového čísla památky | Nahrát snímek k tomuto tématu do úložiště Wikimedia Commons |  |

|  |  | Hledat fotografie a kategorie ve Wikimedia Commons podle rejstříkového čísla památky | Nahrát snímek k tomuto tématu do úložiště Wikimedia Commons |  |

|  |  | Hledat fotografie a kategorie ve Wikimedia Commons podle rejstříkového čísla památky | Nahrát snímek k tomuto tématu do úložiště Wikimedia Commons |  |

|  | Kategorie „Distillery in Ruda nad Moravou “ na Wikimedia Commons | Hledat fotografie a kategorie ve Wikimedia Commons podle rejstříkového čísla památky | Nahrát snímek k tomuto tématu do úložiště Wikimedia Commons |  |

|  | Kategorie „Ruda nad Moravou Castle “ na Wikimedia Commons | Hledat fotografie a kategorie ve Wikimedia Commons podle rejstříkového čísla památky | Nahrát snímek k tomuto tématu do úložiště Wikimedia Commons |  |

## Bartoňov
| Památka                    | Fotografie        | Rejstříkové číslo v ÚSKP                                                             | Sídelní útvar                                               | Poloha                                            | Popis a poznámky                                                  |
| -------------------------- | ----------------- | ------------------------------------------------------------------------------------ | ----------------------------------------------------------- | ------------------------------------------------- | ----------------------------------------------------------------- |
| Usedlost čp. 3 (Q30766740) | \| \| \| \| \| \| | 31613/8-824 Pam. katalog MIS                                                         | Bartoňov                                                    | Bartoňov 3 49°58′10,12″ s. š., 16°52′53,51″ v. d. | Venkovská usedlost · Zapsáno do státního seznamu před rokem 1988. |
|                            |                   | Hledat fotografie a kategorie ve Wikimedia Commons podle rejstříkového čísla památky | Nahrát snímek k tomuto tématu do úložiště Wikimedia Commons |                                                   |                                                                   |

## Hrabenov
| Památka                                       | Fotografie                                                                         | Rejstříkové číslo v ÚSKP                                                             | Sídelní útvar                                               | Poloha                                                                       | Popis a poznámky                                                           |
| --------------------------------------------- | ---------------------------------------------------------------------------------- | ------------------------------------------------------------------------------------ | ----------------------------------------------------------- | ---------------------------------------------------------------------------- | -------------------------------------------------------------------------- |
| Kaple svatého Josefa / svaté Anny (Q37289637) | \| \| \| \| \| \|                                                                  | 23953/8-893 Pam. katalog MIS                                                         | Hrabenov                                                    | u silnice Ruda nad Moravou - Hrabenov 49°58′35,96″ s. š., 16°54′27,39″ v. d. | Kaple sv. Josefa / sv. Anny · Zapsáno do státního seznamu před rokem 1988. |
|                                               | Kategorie „Chapel of Saint Joseph and Saint Anne (Hrabenov) “ na Wikimedia Commons | Hledat fotografie a kategorie ve Wikimedia Commons podle rejstříkového čísla památky | Nahrát snímek k tomuto tématu do úložiště Wikimedia Commons |                                                                              |                                                                            |